# Relaciones Bielorrusia-Chile
Las relaciones Chile-Bielorrusia se refiere a las relaciones internacionales establecidas entre la República de Chile y República de Bielorrusia. Las relaciones diplomáticas entre ambos países se establecieron en 1992.

## Encuentros bilaterales
En diciembre de 2008, en el Ministerio de Relaciones Exteriores de la República de Chile, a instancias de la República de Bielorrusia, se realizó un encuentro entre el Encargado de Negocios a.i. de Bielorrusia en Argentina Sr. Sergei Lukashevich con el Subdirector para Asuntos de Europa, Eduardo Schott.

## Negociaciones pendientes
- Preparación de los acuerdos de anulación de los visados para los poseedores de pasaportes diplomáticos, de servicio y oficiales
- Acuerdo de cooperación comercial-económica y Defensa Mutua de las inversiones.

## Relaciones comerciales
En 2022, el intercambio comercial entre ambos países ascendió a los 17 millones de dólares estadounidenses, lo que supuso un 23% de crecimiento promedio anual en los últimos cinco años. Los principales productos exportados por Chile fueron nueces, salmones y mejillones, mientras que Bielorrusia exportó mayoritariamente volquetes automotores, motores hidráulicos y grasas y aceites vegetales.

## Representación diplomática y consular
- Bielorrusia representa sus intereses ante Chile a través de su embajada en Buenos Aires, Argentina.

- Chile representa sus intereses ante Bielorrusia desde su embajada en Moscú, Rusia.

## Personas destacadas
- Ignacio Domeyko, científico chileno y Rector de la Universidad de Chile, nació el 31 de julio de 1802 en Miadzviedka, Bielorrusia.